# Philobdella floridana
Philobdella floridana är en ringmaskart som först beskrevs av Addison Emery Verrill 1874.  Philobdella floridana ingår i släktet Philobdella och familjen käkiglar. Inga underarter finns listade i Catalogue of Life.